# NK Kraljevica
NK Kraljevica je nogometni klub iz grada Kraljevice.
Osnovan je 1926. godine.
Osnovan je pod imenom Velebit. Do Drugog svjetskog rata također je nosio imena Oštro, Kraljevica, Primorje. Godine 1945. dobiva ime Proleter koje mijenja 1976. u Kraljevica.
Tribinu stadiona NK "Kraljevica" krasi mural posvećen Milanu Ružiću - Minti. Stadion na Oštru 29. kolovoza 2015. godine službeno je preimenovan u stadion Milana Ružića, poznatog nogometaša, velikog čovjeka, državnog reprezentativca iz Kraljevice.
U sezoni 2012./2013. Kraljevica je bila u fazi latentnog mirovanja. Klub se onda ponovo aktivirao te povezao s NK Primorac iz Šmrike, koji već godinama igra samo s mlađim uzrasnim kategorijama. Tako danas u klubu djeluje šest natjecateljskih pogona, ali i veterani koji igraju u Ligi veterana NS PGŽ.
Klub svoju navijačku bazu ima u žiteljima Kraljevice, Križišća, Bakarca, Šmrike. 
U sezoni 2013./14. osvajaju naslov prvaka Druge županijske lige PGŽ-e a 2014./15. bila je dobro odrađena povratnička sezona u 1. županijsku ligu NS PGŽ. Osvojili su sedmo mjesto, a blizu su bili i osvajanju petog mjesta, a bolji plasman izostao je zbog mnogo neriješenih utakmica odigranih na domaćem terenu.
Kolovoza 2015. godine održan je prigodni turnir kad je stadion preimenovan u ime legendarnog Milana "Minte" Ružića. Počast su posjetom došli izraziti svi iz šire regije, Crikvenica, HNK-a Rijeka, vatreni i dr. Na ovom veteranskom turniru nastupili su klubovi u kojima je Ružić: Kraljevica, Crikvenica, Rijeka i adekvatna selekcija "vatrenih".
U sezoni 2015./16. klub je osvojio drugo mjesto u 1. županijskoj ligi NS PGŽ te je do zadnjih kola bio u borbi za naslov prvaka.
Kraljevica ima i momčad koja se natječe u dvoranskom nogometu. Na dvoranskom prvenstvu Grada Rijeke krajem 2015. nastupili su sa seniorima, veteranima, pionirima i s morčićima.
Trenutno se natječe u 1. županijskoj nogometnoj ligi Primorsko-goranske županije.

## Poznati igrači
- Milan Ružić

## Vanjske poveznice
- Facebook NK Kraljevica